# آلفرد لانت
آلفرد لانت (انگلیسی: Alfred Lunt؛ زاده ۱۲ اوت ۱۸۹۲ درگذشته ۳ اوت ۱۹۷۷) یک هنرپیشه اهل ایالات متحده آمریکا بود. وی بین سال‌های ۱۹۲۳ تا ۱۹۶۶ میلادی فعالیت می‌کرد.